# Asseclamyia sphenofrons
Asseclamyia sphenofrons là một loài ruồi trong họ Tachinidae.